# Florinda la Cava

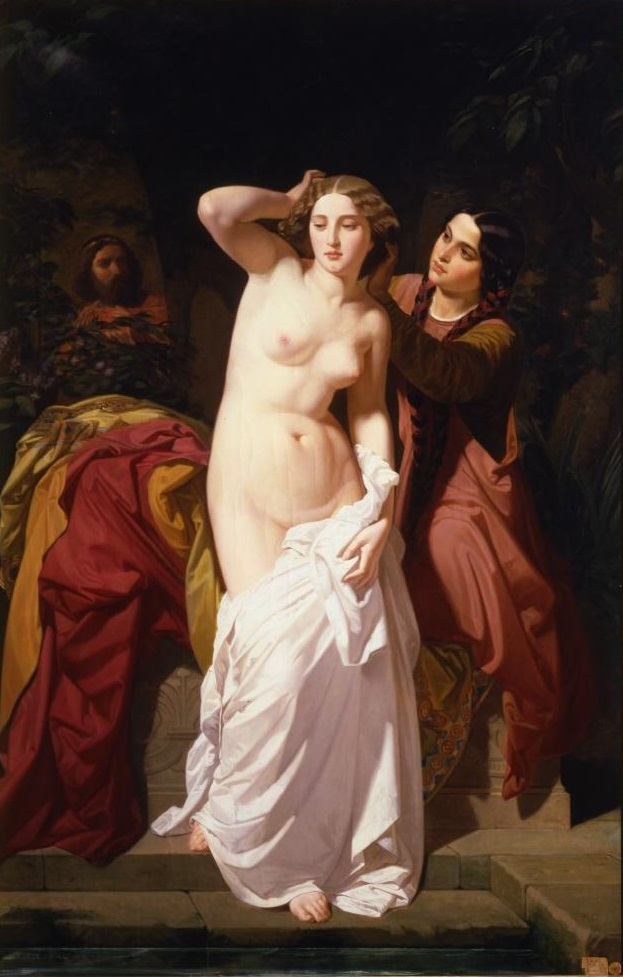
La Cava saliendo del baño por Isidoro Lozano

Florinda la Cava es un personaje legendario medieval de Hispania. Se trata de una supuesta noble ceutí del siglo VIII, hija del conde Don Julián, cuya vida quedó plasmada en la leyenda que intenta explicar la caída del reino visigodo de Toledo y la conquista musulmana de la península ibérica.

## Leyenda

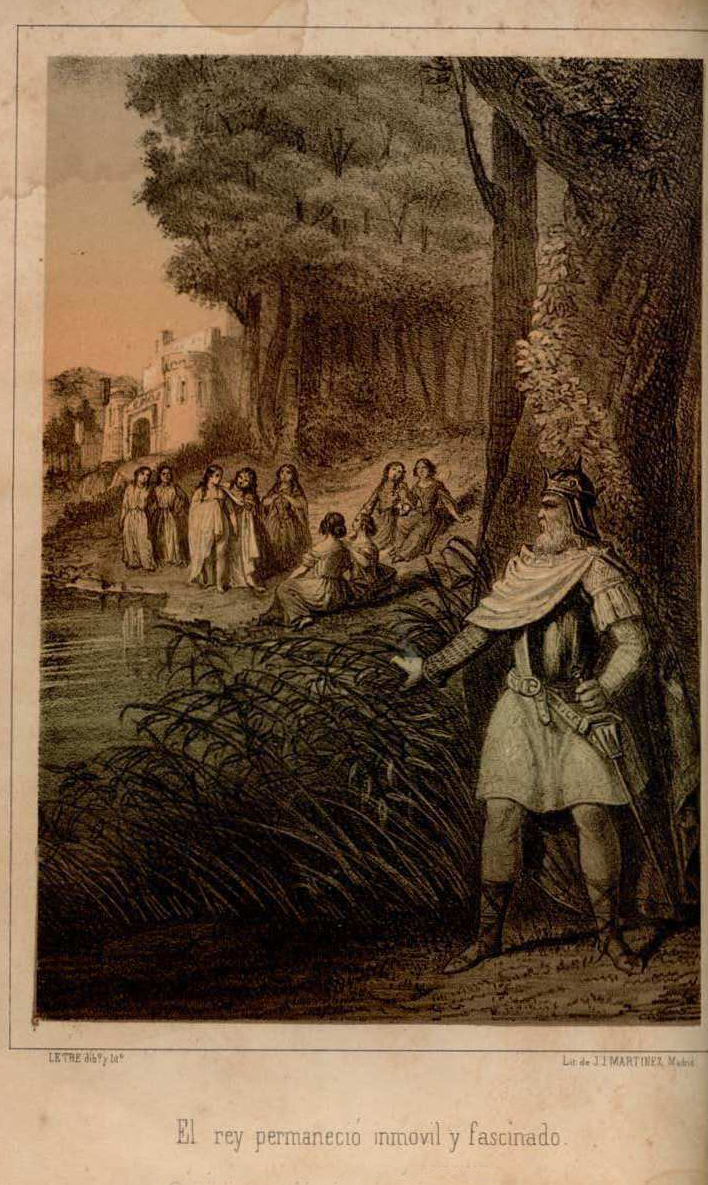
Florinda siendo acechada por don Rodrigo, litografía de Letre (1856).

Haciendo referencia a lo que relatan tanto la leyenda como el Romancero, Florinda la Cava habría sido una joven de gran belleza que fue enviada por su padre, conde de la ciudad de Ceuta (por entonces llamada Septem), a la corte visigoda, en Toledo, con el fin de recibir una buena educación. Por ese entonces, cabe recordar que en la España visigoda reinaba Rodrigo, último rey visigodo, quien tenía fama de ser un rey mujeriego. En la corte, Florinda conoció a Rodrigo, quien al instante se enamoró de su belleza y comenzó a cortejarla.  
Florinda decidió darse un baño sin percatarse de que don Rodrigo la contemplaba. La visión de la bella joven «abrasóle» al monarca que, obsesionado con la muchacha, acabaría por forzarla. «Florinda perdió su flor, el rey padeció castigo», señala el Romancero Español que achaca a este ultraje el posterior desastre en la batalla de Guadalete y el fin del reino visigodo: «De la pérdida de España / fue aquí funesto principio»."

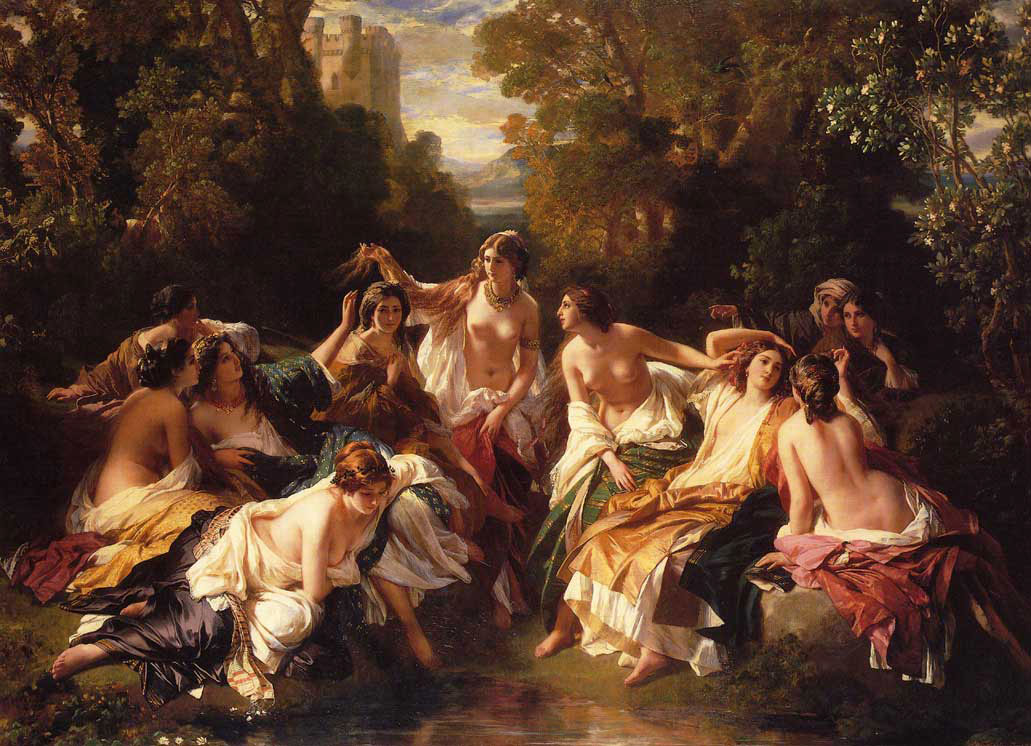
Don Rodrigo, rey de los visigodos, espiando desde los arbustos de la izquierda a Florinda la Cava bañándose, hija del conde Don Julián,
Pintura Florinda (1853) por Franz Xaver Winterhalter.

"«Ella dice que hubo fuerza; él, que gusto compartido», señala el Romancero sin aclarar si hubo o no violación, algo que sí se señala en otras crónicas, como en «La verdadera historia del rey Don Rodrigo» (1589), de Miguel de Luna. Otras versiones indican, en cambio, que fue la joven quien sedujo a Don Rodrigo y que éste logró «yacer con ella» bajo promesa de matrimonio, pero no cumplió lo prometido." 
Sea como fuere, Florinda, lejos de querer estar junto al rey, le rechazó. El rey enfurecido y lleno de rabia secuestró a Florinda y la forzó a mantener relaciones íntimas. Florinda dio cuenta de todo lo ocurrido a su padre, quien decidió vengarse de Rodrigo. Don Julián se reunió con los musulmanes ("en Ceuta está don Julián, en Ceuta la bien nombrada, que por las calles de allende, viene a traer la embajada) facilitándoles las necesarias embarcaciones para acceder a la península ibérica a través de Ceuta. Este conjunto de "amores, odios y venganzas" sería el origen legendario de la conquista musulmana de la península ibérica. Las tropas de Táriq ibn Ziyad, el general musulmán de Muza, en el verano de 711 vencieron a las huestes de Don Rodrigo en la batalla de Guadalete.
Otra versión es que por aquella época, el rey visigodo Don Rodrigo padecía sarna y era Florinda la elegida para que le limpiara la sarna con un delicado alfiler de oro. Así se fue fijando el rey Don Rodrigo en ella, queriéndola poseer, pero no en matrimonio. Con el tiempo y guiado por la lascivia, forzó a la joven. Ella, tras la consumación del acto, envía a su padre una serie de regalos entre los que pone un huevo podrido. Don Julián, recibiéndolo, comprendió lo que había pasado. Fue a Toledo a reclamar a su hija, aunque para no levantar sospecha, dice que debía llevarse a Florinda con él, ya que su mujer estaba terriblemente enferma y solo la visión de su hija podía hacer que recobrase algo la salud. Don Rodrigo no desconfía y entrega la chica a su padre. Don Julián regresó a Ceuta y, más ofendido que nunca, entabla conversaciones con Musa ibn Nusair para desembarcar en la península ibérica y destronar a Rodrigo.
El apodo de la «Cava», con intención peyorativa, vendría según Ramón Menéndez Pidal de una palabra árabe utilizada para hacer referencia a una prostituta. El personaje aparece en obras como El último godo de Lope de Vega.

## ¿Qué pasó con Rodrigo?

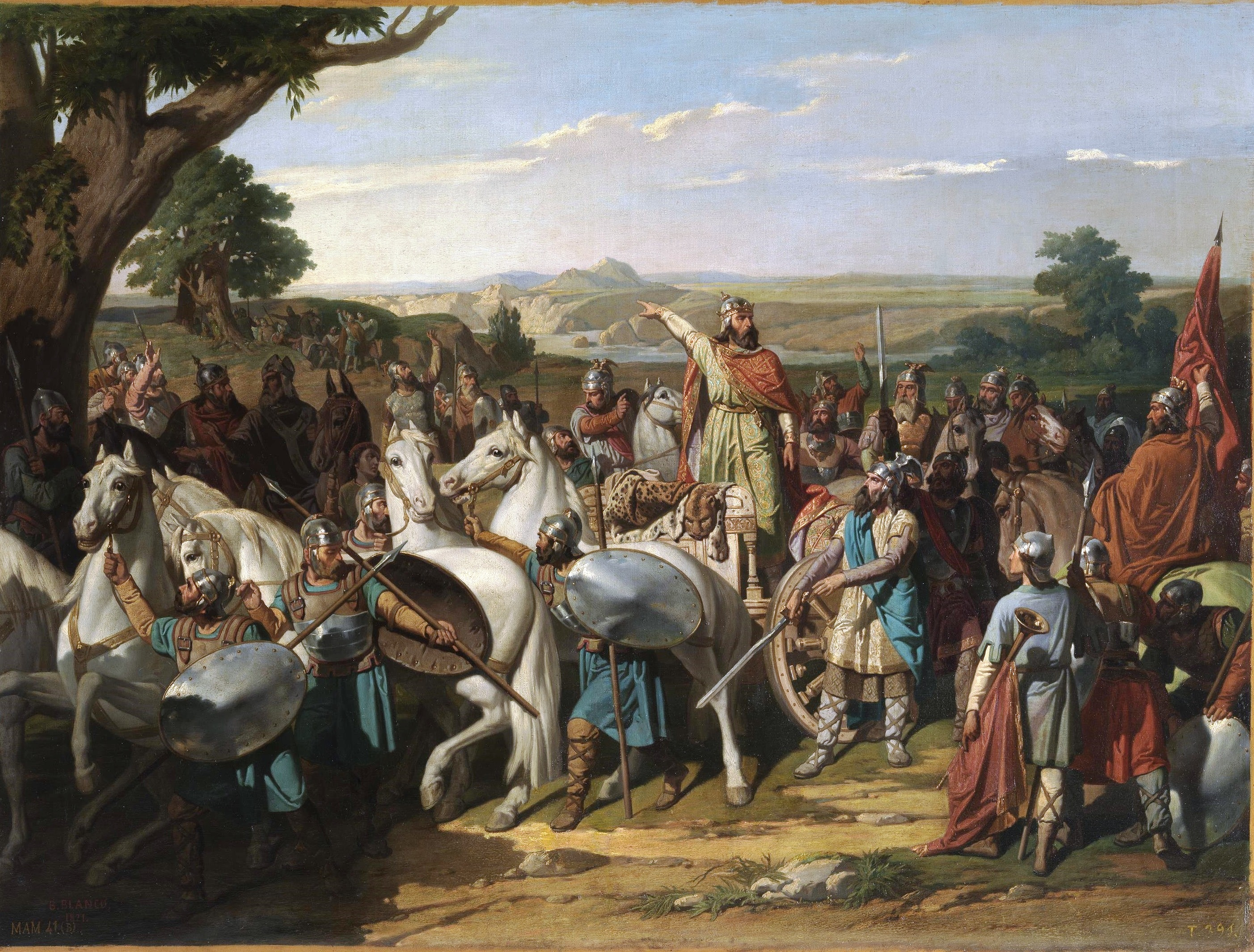
El rey Don Rodrigo arengando a sus tropas en la Batalla de Guadalete, de Bernardo Blanco. 1871. (Museo del Prado, Madrid).

Hay fuentes que afirman que murió en batalla contra Tariq, otras que moriría ahogado en el río Guadalete. No obstante, su cuerpo nunca fue hallado, lo que originó múltiples leyendas. Otros afirman que escapó a Portugal y allí se convirtió en ermitaño. Hoy en día yacería en Viseo. La Primera Crónica de Alfonso X recoge que una lápida encontrada en dicho lugar nombra a Rodrigo como el último rey godo «Rudericus ultimus rex gothorum». Sin embargo, y dejando todo esto a un lado, el final más fantasioso se encuentra en el Romancero. Éste narra que finalizó sus días sepultado, aún estando vivo, junto a una serpiente que poco a poco le iba torturando hasta devorarle el corazón. «Ya me come, ya me come, por do más pecado había, en derecho al corazón, fuente de mi gran desdicha». 
Por lo que respecta a Don Julián, todas, o casi todas, las leyendas afirman que murió a manos de los musulmanes, los cuales desconfiaban de un traidor. Pero, ¿qué sucedió con Florinda? Una leyenda narra que falleció «loca de dolor y de vergüenza» o ahogada próximo a dicho torreón, en el río Tajo, en el mismo lugar donde Don Rodrigo la contemplara desnuda.
No obstante, en Pedroche se cuenta de boca en boca que, después de la derrota en Guadalete, la hermosa Cava se escondió en un castillo de esa localidad del municipio cordobés. Allí lloró junto a un pozo la pérdida del hijo que tuvo con Don Rodrigo, el cual falleció degollado por los conquistadores musulmanes. Según la leyenda que recoge la web de Pedroche y la noticia del ABC, «encaramada sobre el brocal retorcido de la fuente que hoy lleva su nombre, maldijo su propio destino, arrojándose desesperada a sus aguas». Asimismo, en Pedroche se cuenta que fue visto su fantasma.

## Hoy en día

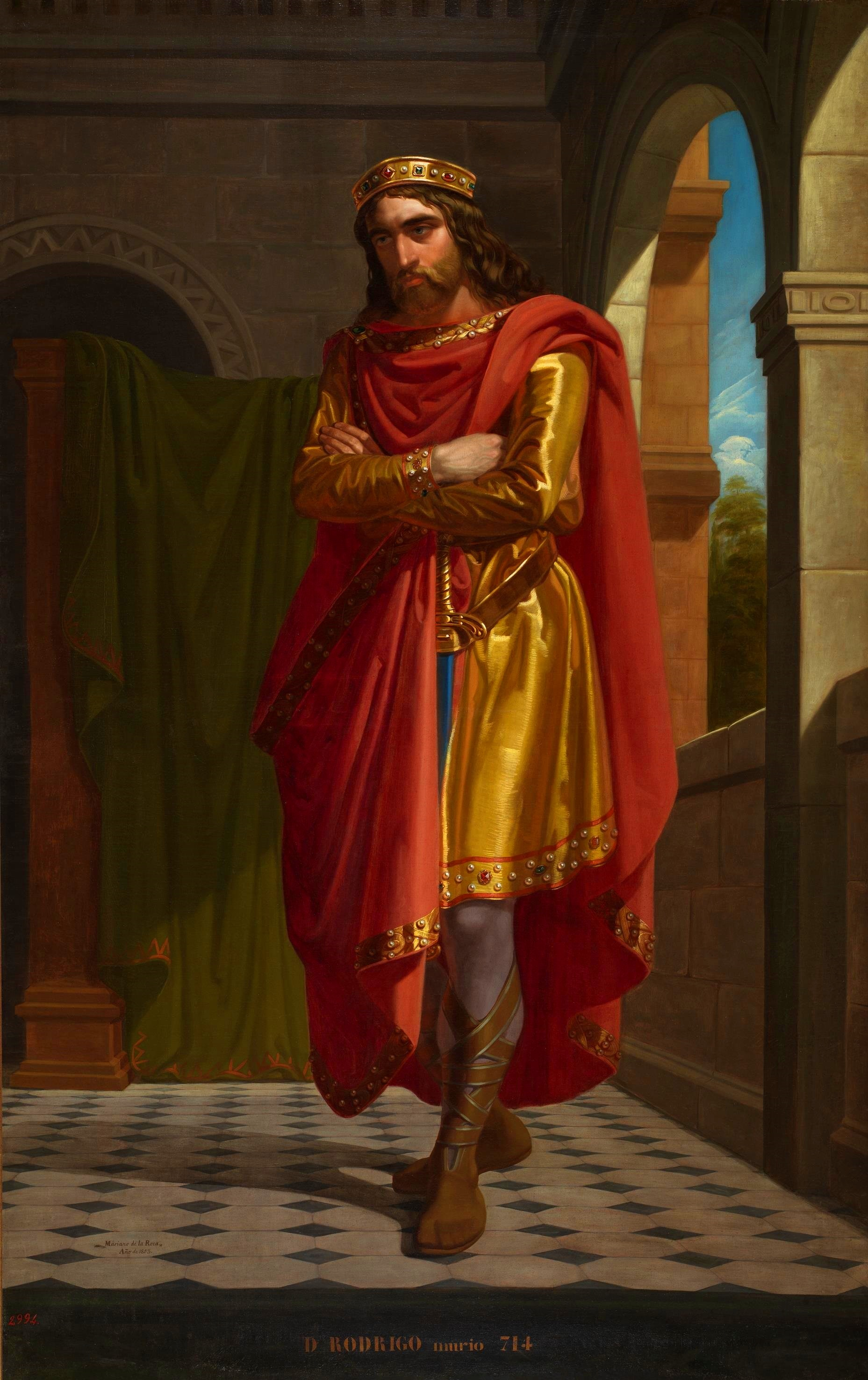
Don Rodrigo, rey de los visigodos.

Alejándonos un poco más, a 229 kilómetros de este pueblo de la localidad cordobesa, en Torrejón el Rubio (Cáceres) hay presencia de una calle con el nombre de La Cava y existe un paraje llamado Huerto de la Cava, donde se afirma que se levantaba un torreón que fue propiedad del conde Don Julián, y donde se habría escondido Florinda tras ser deshonrada. La leyenda cuenta cómo allí se encuentra el fantasma del hijo de la Cava, el cual acaba con todos los niños que pasan por allí de noche, con el objetivo de crear un ejército de niños que vengue su muerte y reconquiste el reino de sus mayores.
Sin embargo, hoy en día, la gran mayoría de los historiadores mantienen la leyenda de Florinda la Cava como un mito, decantándose por una explicación política para explicar, de alguna manera, la forma de actuar de Don Julián. Concretamente, afirman que la ciudad de Ceuta fue asediada por los musulmanes en el año 709, provocando así un cambio en los intereses de Don Julián.
Sabemos que en algún momento durante el reinado de Teudis (531-548), los visigodos perdieron el control que habían mantenido de Ceuta, enclave que fue conquistado por los bizantinos. A partir de ese momento los visigodos no volverían a tener bajo su dominio ningún territorio en el norte de África. De hecho, sabemos con certeza que Ceuta se encontraba en manos de los bizantinos en el año 687 y no hay razón alguna para dudar de que permaneció así hasta ser tomada por la expedición que envió Musa ibn Nusayr hacia el año 706. Ciertamente, en algunos relatos árabes posteriores se afirma que el gobernador de la ciudad era un conde visigodo llamado "Ilyán" o sea Julián, que supuestamente se encontraba al servicio del rey Roderico (o Rodrigo). En esas versiones se dice que el conde don Julián quiso vengarse del rey, ya que éste había raptado a su hija (en algunas versiones hispanas posteriores recibe el nombre de "Florinda"), y en consecuencia conspiró para proporcionar a los árabes, que recientemente se habían adueñado de Tánger, los barcos que necesitaban para cruzar el estrecho hacia Hispania. Sin embargo, no existe base histórica que permita conceder verosimilitud a estos relatos fantasiosos. De hecho, tanto el padre como la hija pertenecen a la ficción salida de un conjunto de antiguas tradiciones moralizantes, cuyo propósito era hallar una explicación moral a la catástrofe que le sobrevino con tanta rapidez al reino visigodo.